# Muzaffar Ali
Muzaffar Ali (Lucknow, 1944) è un regista indiano.

## Filmografia parziale
- Gaman (1978)
- Umrao Jaan (1981)
- Aagaman (1982)
- Anjuman (1986)
- Jaanisaar (2015)

## Premi e riconoscimenti
- 1978: National Film Award – Special Mention (feature film)
- 1982: Filmfare Award for Best Director
- 2005: Padma Shri